# Монте-Компатри
Монте-Компатри (итал. Monte Compatri) — коммуна в Италии, располагается в области Лацио, подчиняется административному центру Рим.
Население коммуны, на 01.01.2024 года, составляет 11 824 человека, плотность населения ─ 481,22 чел./км². Коммуна занимает площадь 24,57 км². Почтовый индекс — 00077. Телефонный код — 06.
Покровителем коммуны почитается Святой Иосиф (San Giuseppe). Праздник ежегодно празднуется 19 марта.

## Известные уроженцы
- Алессандро Морески (1858—1922) — один из последних певцов-кастратов и единственный, чей голос записан на фонограф.